# Jean-Baptiste Douville

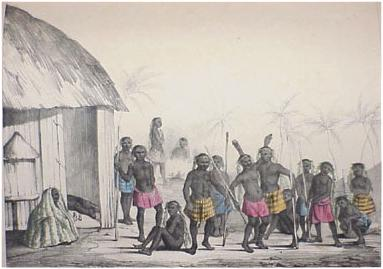
Ilustración extraída del libro Voyage au Congo, de Douville

Jean-Baptiste Douville (Hambye, 15 de febrero de 1797 - Brasil, 26 de mayo de 1837), fue un explorador francés que habría sido el primer europeo en adentrarse en la cuenca del Congo, aunque hay dudas sobre la veracidad de su propio relato.

## Biografía
Su vida y sus aventuras a menudo han sido cuestionadas. No se sabe nada de sus orígenes ni de las circunstancias de su muerte. Se sabe que estaba destinado al sacerdocio, pero que dejó el seminario y se fue a Inglaterra, donde se convirtió en un rico comerciante.
Afirmó en 1824 haber viajado a gran parte de Europa, Asia y América del Sur, lo que lo hizo ser admitido en la Société de Géographie en 1826.
En 1827, planeó ir a China por el estrecho de Magallanes y vivió unos meses en Montevideo y luego en Río de Janeiro. 
Posteriormente se fue a buscar fortuna en África central y consiguió desembarcar el 18 de diciembre de 1827 en Benguela. En febrero de 1828 exploró el norte de Angola y la cuenca del Congo. Parece que visitó Luanda y remontó el río Cuanza, donde perdió a su esposa, pero muchos nombres en su relación siguen siendo difíciles de identificar, lo que impide seguir su viaje con exactitud. Llegó a Kassuga y luego descendió por el río Kwango hasta su confluencia con el río Kasai. Varios otros puntos siguen siendo hipotéticos. Pudo haber llegado así al lago Leopoldo II (hoy lago Mai-Ndombe), al que llamó «Lac Couffoua» o «Lac des Morts», y luego regresar a Ambriz, al norte de Luanda hacia mayo-junio de 1830.
Regresó a Francia en mayo de 1831 después de un año en Brasil. En julio presentó su informe a la Société de Géographie y recibió la Gran medalla de oro y las felicitaciones del rey Louis-Philippe. Luego publicó su relato, llamado Voyage au Congo, que fue un gran éxito en las librerías. Si su historia realmente dice la verdad, sería el primer europeo en entrar en la cuenca del Congo hasta ese momento.
Pero, desde agosto de 1832, un inglés llamado Cooley, en un artículo publicado en Foreign Quarterly Review, acusó a Douville de mentiras y engaños. Si bien habría viajado en Angola, no habría podido traspasar las costas y lo que cuenta Douville sobre el interior solo serían declaraciones de comerciantes portugueses o de cazadores de esclavos. Douville trató torpemente de disculparse y la duda aún se cierne hasta hoy día. Si el viaje parece real, la relación parece embellecida y los descubrimientos y observaciones que se atribuyó a sí mismo, tomados de otras personas.
Reinstalado en Brasil en 1833, Douville realizó allí una investigación sobre la flora y fauna brasileña que permitió formar la primera base del Museo de Historia Natural de Bahía.
Supuestamente, habría sido asesinado en 1837 a orillas del río São Francisco.

## Obras
- 1832: Voyage au Congo et dans l'intérieur de l'Afrique équinoxiale [Viaje al Congo y al interior del África equinoccial ]
- 1832: Ma défense ou réponse à l'anonyme anglais [Mi defensa o respuesta al anónimo inglés]
- 1833: Trente mois de ma vie, quinze mois avant et quinze mois après mon voyage au Congo [Treinta meses de mi vida, quince meses antes y quince meses después de mi viaje al Congo]